# Сфорса, Хуан
Хуа́н Себастиа́н Сфо́рса (исп. Juan Sebastián Sforza; 14 февраля 2002) — аргентинский футболист, полузащитник клуба «Васко да Гама».

## Клубная карьера
Воспитанник футбольной академии клуба «Эстудиантес». В марте 2019 года подписал с клубом профессиональный контракт.

## Карьера в сборной
В 2017 году в составе сборной Аргентины до 15 лет сыграл на чемпионате Южной Америки, забив два гола в матче группового этапа против сборной Чехии 9 ноября и гол в полуфинале против сборной Перу 17 ноября. Аргентинцы выиграли турнир.
В 2019 году в составе сборной Аргентины до 17 лет провёл восемь матчей на юношеском чемпионате Южной Америки. Его сборная выиграла этот турнир и квалифицировалась на юношеский чемпионат мира, на котором Сфорса провёл четыре матча.

## Достижения
Аргентина (до 15)
- Победитель чемпионата Южной Америки (до 15 лет): 2017

Аргентина (до 17)
- Победитель чемпионата Южной Америки (до 17 лет): 2019